# Jorge Côrte Real

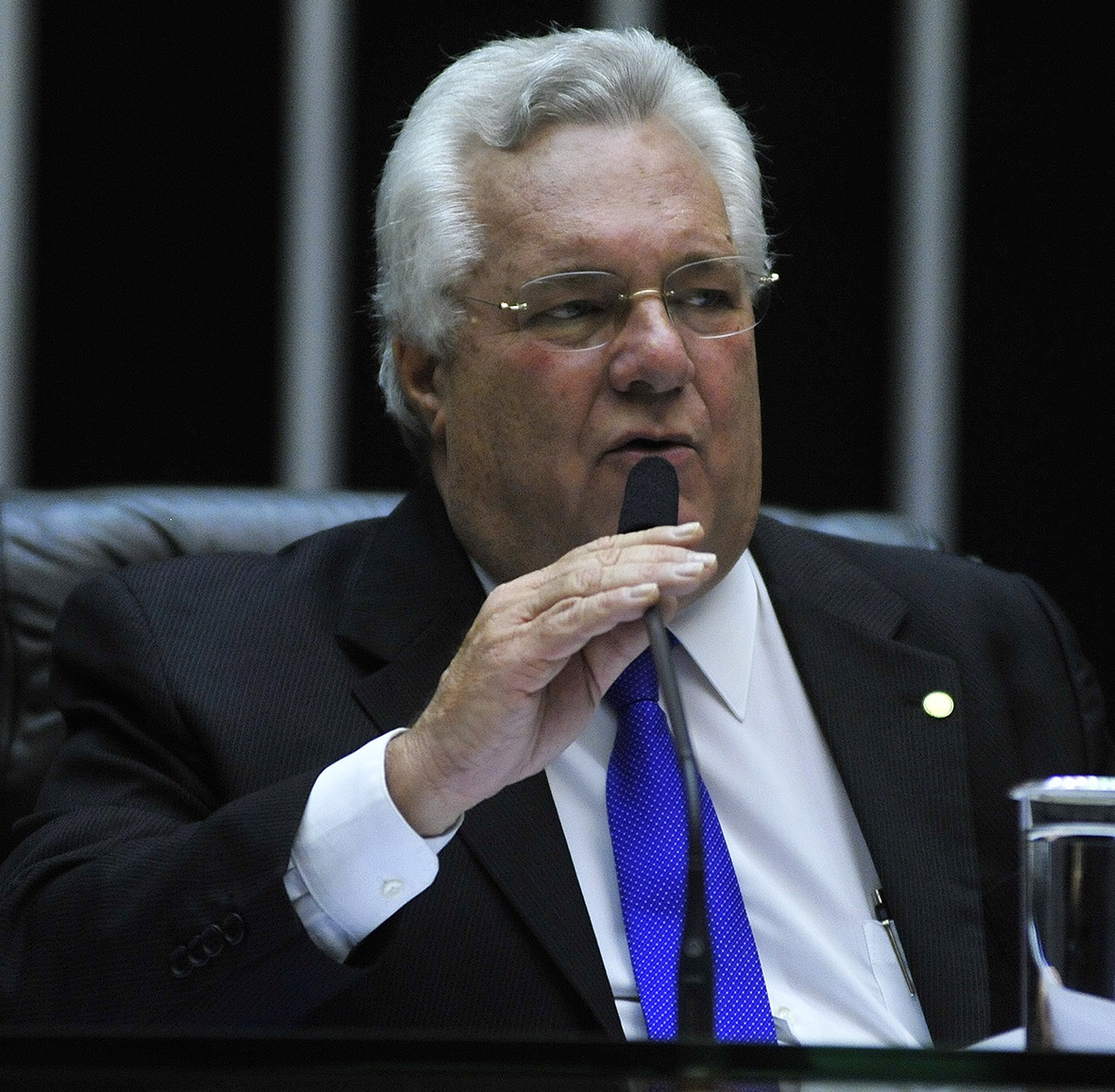
Jorge Côrte Real em 2015

Jorge Wicks Côrte Real (Salvador, 9 de maio de 1951) é empresário e político brasileiro. É Engenheiro Civil por formação, Jorge Côrte Real estudou na Universidade Federal de Pernambuco conhecida como UFPE e concluiu sua graduação em 1975. Em 1976, já se pós-graduou em Engenharia de Segurança do Trabalho pela mesma instituição. Atualmente é empresário, líder sindical, engenheiro e presidente do Sistema Fiepe/SESI/SENAI e IEL.

## Biografia
Jorge Côrte Real nasceu em Salvador, mas se mudou para Recife com pouco mais de um ano de idade. Jorge passou a infância no bairro da Tamarineira, estudou em colégios tradicionais e tinha o futebol como sua grande paixão. É casado com Maria Ângela Tavares de Barros Côrte Real, pai de quatro filhos e tem sete netos. 
À frente da empresa familiar A.B Côrte Real & Cia. Ltda. e mais tarde como sócio na Incorporadora Carrilho & Real Empreendimentos Ltda , exerceu papel empresarial que o levou para sindicato da classe patronal – Sinduscon-PE (Sindicato da Indústria da Construção Civil do Estado de Pernambuco) em 1987. No sindicato ele foi diretor, 1º tesoureiro, vice-presidente e chegou à presidência, posto que ocupou por duas vezes de 1993-1995 e de 1999-2001.
Em 1995, Jorge Côrte Real assumiu a função de diretor-secretário na Federação das Indústrias do Estado de Pernambuco (Fiepe). Na entidade, em 1998, passou à vice-presidência e chegou ao cargo de presidente em 2004, sendo reeleito por dois mandatos consecutivos até 2016.
Côrte Real dirige a Fiepe - entidade que representa as indústrias instaladas em Pernambuco nos mais diversos setores. O empresário ainda compõe a diretoria da Confederação Nacional da Indústria – CNI, como vice-presidente até 2014. E também está à frente da presidência do Conselho Regional do Serviço Nacional de Aprendizagem Industrial - SENAI/PE, além de ser diretor Regional do Serviço Social da Indústria - SESI/PE e presidente do Conselho Regional do Instituto Euvaldo Lodi – IEL-PE. Tais instituições estão ligadas ao Sistema S (Fiepe).   
Em 2003 e 2004, concomitantemente com a presidência da Fiepe, Côrte Real assumiu o comando do conselho do Serviço Brasileiro de Apoio às Micro e Pequenas Empresas - SEBRAE - PE. 
A liderança empresarial o fez entrar na política partidária em 2010, quando disputou pela primeira vez uma eleição para deputado federal pelo Partido Trabalhista Brasileiro (PTB), sendo reeleito em 2014-2018. 
Foi eleito deputado federal em 2014, para a 55.ª legislatura (2015-2019). Como deputado, votou a favor da admissibilidade do processo de impeachment de Dilma Rousseff. Já durante o Governo Michel Temer, votou a favor da PEC do Teto dos Gastos Públicos. Em abril de 2017 foi favorável à Reforma Trabalhista. Em agosto de 2017 votou contra o processo em que se pedia abertura de investigação do presidente Michel Temer, ajudando a arquivar a denúncia do Ministério Público Federal.

### Atividades sindicais e representação empresarial
- 1987 / 1990 - Diretor 1º Tesoureiro do Sindicato da Indústria da Construção Civil do Estado de Pernambuco – SINDUSCON-PE

- 1990 / 1992 - Vice-Presidente do Sindicato da Indústria da Construção Civil do Estado de Pernambuco – SINDUSCON-PE

- 1993 / 1995 - Presidente do Sindicato da Indústria da Construção Civil do Estado de Pernambuco – SINDUSCON-PE

- 1995 / 1998 - Diretor Secretário da Federação das Indústrias do Estado de Pernambuco – FIEPE

- 1998 / 2004 - Vice-Presidente da Federação das Indústrias do Estado de Pernambuco – FIEPE

- 1999 / 2001 - Presidente do Sindicato da Indústria da Construção Civil do Estado de Pernambuco – SINDUSCON-PE;

- 2004 / 2008  - Presidente da Federação das Indústrias do Estado de Pernambuco – FIEPE;

- 2003 / 2004 - Presidente do Conselho do Serviço Brasileiro de Apoio às Micro e Pequenas Empresas - SEBRAE-PE;

- 2008 / 2012 - 2016 - Presidente Reeleito da Federação das Indústrias do Estado de Pernambuco –FIEPE;

- 2002/2010/2016 - Diretor da Confederação Nacional da Indústria – CNI.

### Diplomas, condecorações e prêmios
- 2003 – Medalha do Mérito Policial Militar conferido pelo Governador do Estado de Pernambuco

- 2004 – Título de Cidadão Pernambucano conferido pela Assembleia Legislativa deste estado

- 2004 – Diploma do Mérito Cientifico concedido pela Academia Pernambucana de Ciências

- 2004 – Diploma da Ordem do Mérito Consular no Grau de Comendador

- 2006 – Prêmio Expressão em Administração conferido pelo Conselho Regional de Administração, em Pernambuco

- 2007 – Medalha do Mérito Bombeiro Militar concedida pelo Governador do Estado de Pernambuco

- 2007 – Diploma “Orgulho de Pernambuco” outorgado pelo Jornal Diário de Pernambuco

- 2007 – Diploma de Honra ao Mérito concedido pelo Presidente do Poder Judiciário do Estado de Pernambuco

- 2007 – Medalha “Embaixador Sergio Vieira de Mello” concedida pelo Parlamento Mundial para Segurança e Paz

- 2009 – Diploma do Mérito “Manoel Antonio de Moraes Rego” concedido pelo Clube de Engenharia de Pernambuco

- 2009 – Prêmio Orgulho de Pernambuco – entregue as instituições que mais se destacaram durante o ano - concedido pelo Diário de Pernambuco

- 2009 – Prêmio Josias Inojosa de Empreendedorismo – Pela participação expressiva no Desenvolvimento Industrial do Pólo Gesseiro do Araripe – concedido pela Autarquia Educacional de Araripe - AEDA, SINDUSGESSO e Diário de Pernambuco

- 2010 – Título de Cidadão Recifense conferido pela Câmara Municipal do Recife

- 2010 - Diploma – pelos relevantes serviços prestados a sociedade e ao Estado de PE – concedido pela Associação dos Diplomados da Escola Superior de Guerra – ADESG

- 2010 – Diploma Medalha Heróis de Casa Forte – Associação dos Ex-alunos do Centro de Preparação de Oficiais da Reserva do Recife

- 2014 -  Título de Cidadão Vitoriense -  Concedido pela Câmara de Vereadores de Vitória de Santo Antão - PE. Proposição de autoria do vereador Edmo Neves.

### Cargos que exerce
- Diretor da Confederação Nacional da Indústria – CNI[4]

- Presidente da Federação das Indústrias do Estado de Pernambuco – FIEPE – 2008/2012/2016

- Presidente do Conselho Regional do Serviço Nacional de Aprendizagem Industrial - SENAI/PE

- Diretor Regional do Serviço Social da Indústria - SESI/PE

- Presidente do Conselho Regional do Instituto Euvaldo Lodi – IEL/PE

- Conselheiro do Serviço de Apoio a Micro e Pequena Empresa de Pernambuco - SEBRAE/PE

- Conselheiro do Conselho Estadual de Desenvolvimento Econômico e Social de Pernambuco – CEDES/PE.

- Deputado Federal – 2011/2014 e 2015/2018

- Presidente do Conselho de Integração Nacional da CNI – 2010/2014

- 2º Vice-Presidente do Diretório Regional do PTB Pernambuco

### Atuação na Câmara Federal

#### Membro titular
- Comissão de Trabalho, Administração e Serviço Público(CTASP);
- Subcomissão permanente de Micro e pequenas empresas (SUBMICRO);
- Grupo de Trabalho da Câmara de Desenvolvimento Econômico e Social (GTDESESO);

#### Suplência
- Comissão de Desenvolvimento Urbano (CDU);
- Representação Brasileira no  Parlamento do Mercosul;
- Conselho de Ética e Decoro Parlamentar (COETICA);